# پیر انکورونزیزا
پیر انکورونزیزا (به انگلیسی: Pierre Nkurunziza) (زاده ۱۸ دسامبر ۱۹۶۴ – درگذشته ۸ ژوئن ۲۰۲۰) رئیس‌جمهور وقت کشور بوروندی از اوت ۲۰۰۵ تا ۲۰۱۵ به مدت دو دوره ۵ ساله بود. وی در ژوئیه ۲۰۱۵ برای بار سوم به ریاست جمهوری بوروندی برگزیده شد.
وی تا قبل از ریاست جمهوری، رئیس شورای ملی دفاع از نیروهای دموکراسی برای دفاع از دموکراسی (FDD CNDD)، حزب حاکم بود.

او در انتخابات ریاست جمهوری ۱۹ اوت ۲۰۰۵ بدون هیچ مخالفی توسط اعضای پارلمان این کشور انتخاب شد و مجدداً در انتخابات ریاست جمهوری ۲۰۱۰ با کسب بیش از ۹۱ درصد آرا در میان تحریم مخالفان انتخاب شد و در ۲۶ اوت همان سال برای دور دوم خود سوگند یاد کرد. وی در انتخابات سال ۲۰۱۵ برخلاف مخالفت‌هایی که با نامزدی مجدد وی شد، توانست با کسب نزدیک به هفتاد درصد آرا پیروز انتخابات شود.

پیر انکورونزیزا عضو گروه قومی هوتو بود و قبل از وقوع جنگ داخلی بوروندی، به تحصیل در رشته تربیت بدنی پرداخت و همین باعث شد تا وی به سازمان شورشیان معتدل شورای ملی دفاع از دموکراسی - نیروهای حافظ دموکراسی (CNDD-FDD) بپیوندد و متعاقباً دبیرکل این حزب CNDD-FDD شود، انکورونزیزا برای حل مناقشه داخلی مدافع راه حل سیاسی بود و در همین راستا بود که در سال ۲۰۰۵ به عنوان رئیس‌جمهور بوروندی انتخاب شد، و به‌طور بحث‌انگیزی دوره ریاست‌جمهوری که بنابر قانون اساسی دو دوره را مجاز می‌شمرد، برای سه دوره رئیس‌جمهور شد، همین مسئله باعث ناآرامی عمومی در ۲۰۰۵ شد. پس از آن وی اعلام کرد که برای دوره چهارم شرکت نخواهد کرد. انکورونزیزا، در ۸ ژوئن ۲۰۲۰، اندکی پس از انتخابات سراسری بوروندی (۲۰۲۰)، درگذشت.

## مرگ
پیر انکورونزیزا در ۸ ژوئن ۲۰۲۰ به صورتی نابه‌هنگام در سن ۵۵ سالگی در  نتیجه ایست قلبی در کاروزی، بوروندی درگذشت. مرگ او پس از انتخابات سراسری بوروندی (۲۰۲۰) رخ داد. از جانب دولت یک هفته عزای عمومی اعلام شد. در عین حال رسانه‌های محلی نوشتند که هفته گذشته همسر انکورونزیزا با تشخیص کووید ۱۹ برای معالجه به نایروبی منتقل شده‌است.